# ねりくり

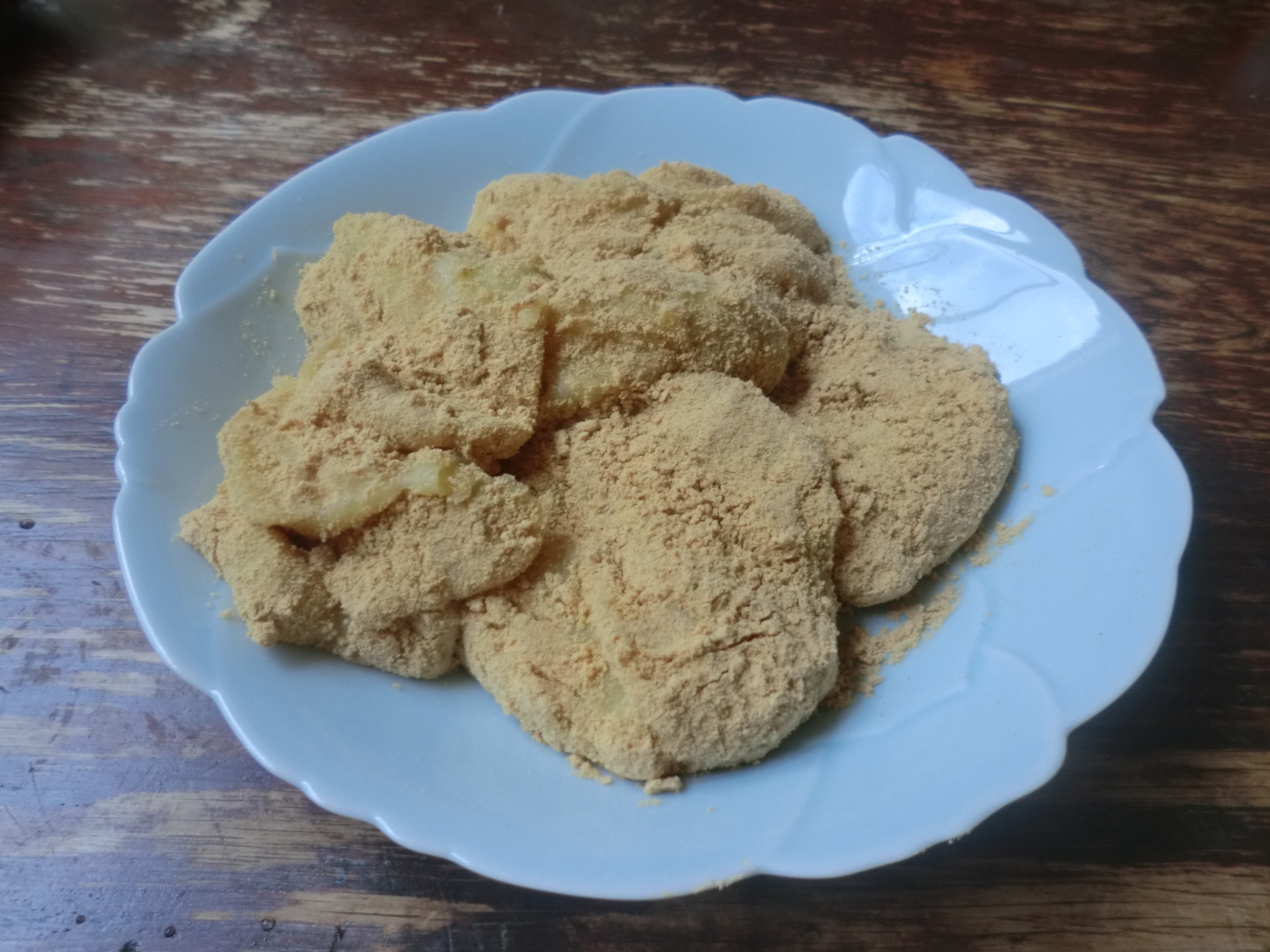
ねりくり

ねりくりは、鹿児島県、宮崎県の郷土料理。地域によってはねったぼ、ねったくり、からいも餅などとも呼ばれる。

## 概要
江戸時代から作られていた料理とされ、ゆでた餅と蒸したサツマイモを合わせて作る芋餅の一種である。正月に余って硬くなった餅や水餅などを使って作られ、食べる時にはきな粉をまぶして食する。宮崎県では主に都城市付近で食されるという。

## 製法
洗ったあと、皮をむいて粗く切ったサツマイモを鍋に入れ、ひたひたからかぶるくらいの水を張って茹でる。サツマイモが柔らかくなり始めたら餅を加えて、サツマイモと餅が柔らかくなるまで茹でる。茹で上がったらお湯を切り、塩少々を加えてすり鉢で丁寧につき混ぜる。サツマイモと餅がむらなく混ざったら適当な大きさにちぎり、きな粉をまぶして食べる。別に小豆餡を作っておき、中に入れる場合もある。